# John Morris
John Morris (n. 16 decembrie 1978, Winnipeg, Manitoba, Canada) este un jucător de curl ce a reprezentat Canada, medaliat olimpic. A participat la 2 ediții ale Jocurilor Olimpice (2010, 2018) în care a câștigat două medalii de aur.